# Bryan Bouffier
Bryan Bouffier (Die, 1 december 1978) is een Frans rallyrijder.

## Carrière

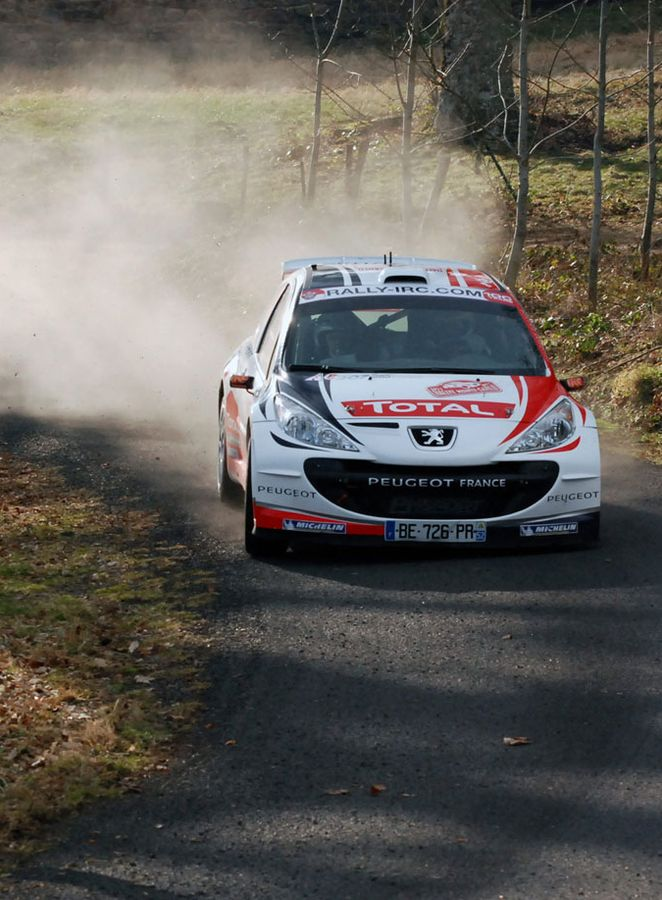
Bouffier actief tijdens de Rally van Monte Carlo in 2011

Bryan Bouffier debuteerde in 1999 in de rallysport. Hij was lange tijd actief op nationaal niveau met verschillende Peugeot-modellen. Zijn eerste grote overwinning schreef hij op naam tijdens de Rally van Antibes in 2006. In 2007 nam hij deel aan het Pools rallykampioenschap en domineerde daarin met een Peugeot 207 S2000. Met vier overwinningen dat jaar werd hij daarin kampioen. Met hetzelfde materiaal herhaalde hij dit resultaat ook in 2008, en in 2009 deed hij dit met een Groep N Mitsubishi Lancer Evo IX. Teruggekeerd in de 207 S2000 schreef hij in 2010 de titel in het Frans kampioenschap op zijn naam.
Als officiële rijder van Peugeot Sport reed Bouffier in 2011 een programma in de Intercontinental Rally Challenge. Hij startte het seizoen succesvol met een overwinning in Monte Carlo, die hij voornamelijk kon danken aan goede bandenkeuzes in wisselende weersomstandigheden. Bouffier bleef een titelkandidaat in het restant van het seizoen, al bleven meer overwinningen uit. In het kampioenschap eindigde hij uiteindelijk als zesde.
In 2012 keerde hij terug in het Frans kampioenschap, maar nam ook deel aan een aantal IRC-rally's, met een derde plaats in de Azoren als beste resultaat. Bouffier was gedurende het seizoen ook nauw betrokken bij de ontwikkeling van de Peugeot 208 R2, waar later ook een R5-versie van zal verschijnen. Aan het begin van het jaar nam hij met de 207 S2000 ook deel in Monte Carlo, die inmiddels weer onderdeel was van het wereldkampioenschap rally. Bouffier zette daarin competitieve tijden neer, maar omstandigheden verhinderde hem uiteindelijk van een potentieel top tien resultaat. Bouffier werkte in 2013 met de 207 S2000 een programma af in het vernieuwde Europees kampioenschap, waarin hij begon met een bemoedigende tweede plaats tijdens de Jänner Rally. Daarnaast startte hij ook wederom in Monte Carlo, dit keer met een Citroën DS3 WRC geprepareerd door PH Sport. Hij won daarmee een klassementsproef en eindigde de rally als vijfde algemeen. Terug in het EK, en weer achter het stuur van de 207, wist hij zijn tweede klassieker uit zijn carrière op zijn naam te schrijven met een overwinning in Corsica.

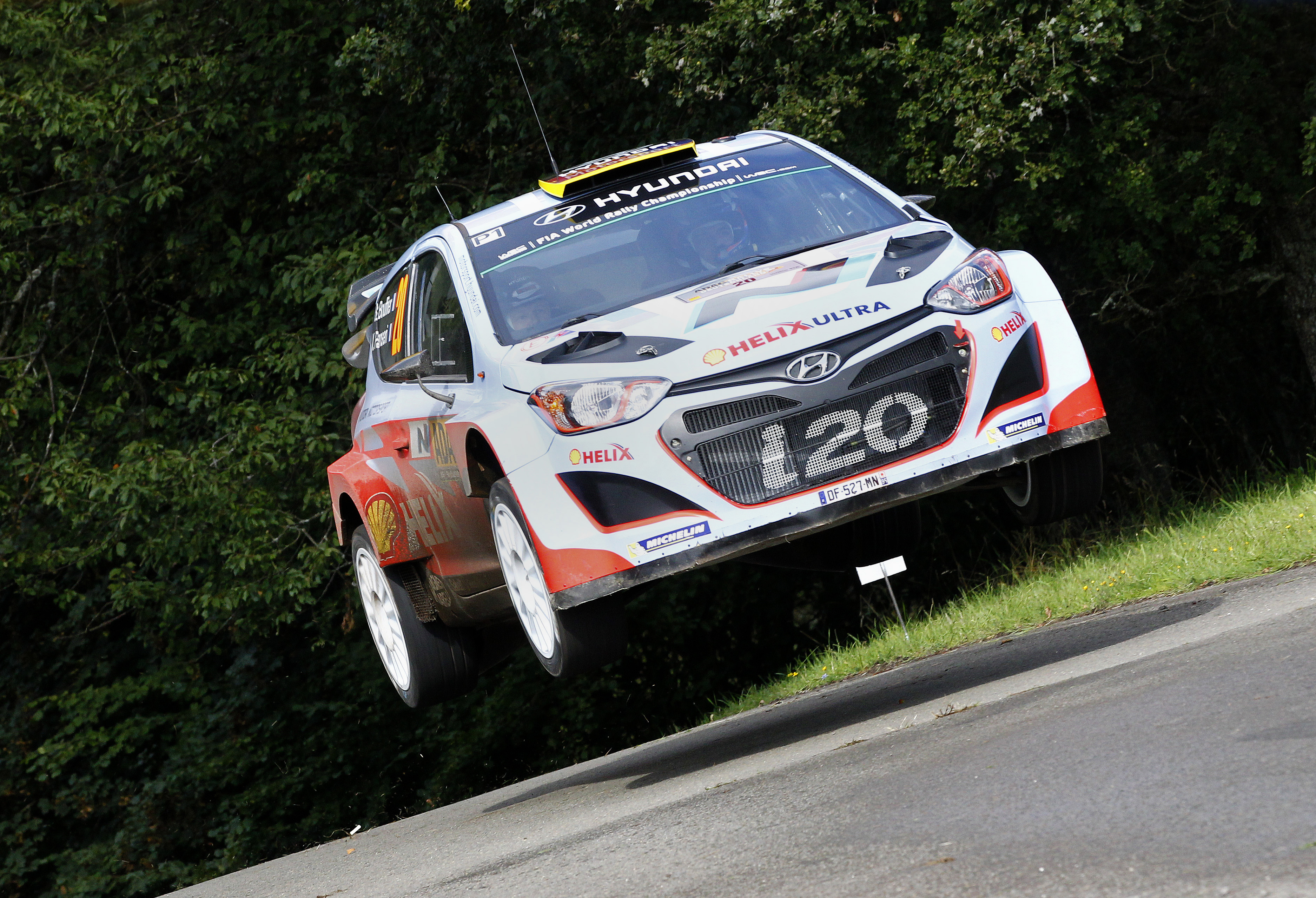
Bouffier actief voor Hyundai in Duitsland in 2014

Bouffier was testrijder voor het nieuwe Hyundai project met de Hyundai i20 WRC, waarmee het in 2014 deelneemt aan het WK. Bouffier kreeg uiteindelijk geen vast zitje bij het team als rijder. In plaats daarvan reed hij de openingsronde van het kampioenschap in Monte Carlo met een Ford Fiesta RS WRC ingeschreven door M-Sport. Hij leidde de rally enige tijd, maar zou uiteindelijk tweede eindigen achter winnaar Sébastien Ogier, en behaalde daarmee wel zijn eerste podium resultaat in het WK. Bouffier werd later in het seizoen wederom opgenomen in het team van Hyundai, en reed voor hen de WK-rondes van Duitsland en Frankrijk.
De laatste jaren neemt Bouffier nog maar sporadisch deel aan WK-rally's, en is hij voornamelijk weer actief in rally's uit het Europees kampioenschap.
In het WK nam hij in 2018 deel aan een tweetal rally's voor het M-Sport Ford World Rally Team, actief in de laatste specificatie Ford Fiesta WRC.

## Complete resultaten in het wereldkampioenschap rally
| Seizoen | Inschrijving                  | Auto               | 1       | 2   | 3   | 4       | 5   | 6   | 7      | 8   | 9       | 10    | 11      | 12  | 13      | 14  | 15  | 16  | Pos. | Punten |
| ------- | ----------------------------- | ------------------ | ------- | --- | --- | ------- | --- | --- | ------ | --- | ------- | ----- | ------- | --- | ------- | --- | --- | --- | ---- | ------ |
| 2007    | PH Sport                      | Citroën C2 R2      | MON     | ZWE | NOO | MEX     | POR | ARG | ITA 29 | GRI | FIN     | DUI   | NZL     | SPA | FRA     | JPN | IER | GBR | –    | 0      |
| 2012    | Bryan Bouffier                | Peugeot 207 S2000  | MON 15  | ZWE | MEX | POR     | ARG | GRI | NZL    | FIN | DUI     | GBR   | FRA     | ITA | SPA     |     |     |     | –    | 0      |
| 2013    | Bryan Bouffier                | Citroën DS3 WRC    | MON 5   | ZWE | MEX |         |     |     |        |     |         |       |         |     |         |     |     |     | 14   | 10     |
| 2013    | Bryan Bouffier                | Citroën DS3 R3T    |         |     |     | POR 13  | ARG | GRI |        |     |         |       |         |     | GBR DNF |     |     |     | 14   | 10     |
| 2013    | Delta Racing                  | Citroën DS3 R3T    |         |     |     |         |     |     | ITA 31 | FIN | DUI     | AUS   | FRA     | SPA |         |     |     |     | 14   | 10     |
| 2014    | M-Sport Ltd.                  | Ford Fiesta RS WRC | MON 2   | ZWE | MEX | POR     | ARG | ITA |        |     |         |       |         |     |         |     |     |     | 12   | 20     |
| 2014    | Bryan Bouffier                | Ford Fiesta R5     |         |     |     |         |     |     | POL 14 | FIN |         |       |         |     |         |     |     |     | 12   | 20     |
| 2014    | Hyundai Motorsport N          | Hyundai i20 WRC    |         |     |     |         |     |     |        |     | DUI DNF | AUS   | FRA 9   | SPA | GBR     |     |     |     | 12   | 20     |
| 2015    | M-Sport World Rally Team      | Ford Fiesta RS WRC | MON DNF | ZWE | MEX | ARG     | POR | ITA | POL    | FIN |         |       | FRA 8   | SPA | GBR     |     |     |     | 21   | 4      |
| 2015    | Bryan Bouffier                | Peugeot 208 T16    |         |     |     |         |     |     |        |     | DUI DNF | AUS   |         |     |         |     |     |     | 21   | 4      |
| 2016    | M-Sport World Rally Team      | Ford Fiesta RS WRC | MON DNF | ZWE | MEX | ARG     | POR | ITA | POL    | FIN | DUI     | CHN C |         |     |         |     |     |     | –    | 0      |
| 2016    | Bryan Bouffier                | Citroën DS3 R5     |         |     |     |         |     |     |        |     |         |       | FRA DNF | SPA | GBR     | AUS |     |     | –    | 0      |
| 2017    | Gemini Clinic Rally Team      | Ford Fiesta R5     | MON 10  | ZWE | MEX | FRA DNF | ARG | POR | ITA    | POL | FIN     | DUI   | SPA     | GBR | AUS     |     |     |     | 25   | 1      |
| 2018*   | M-Sport Ford World Rally Team | Ford Fiesta WRC    | MON 8   | ZWE | MEX | FRA DNF | ARG | POR | ITA    | FIN | DUI     | TUR   | GBR     | SPA | AUS     |     |     |     | 17   | 4      |

* Seizoen loopt nog.

## Internationale overwinningen

#### Europees kampioenschap rally
| Seizoen | Rally                            | Navigator      | Auto              |
| ------- | -------------------------------- | -------------- | ----------------- |
| 2006    | 41ème Rallye Antibes Cote d'Azur | Xavier Panseri | Peugeot 206 S1600 |
| 2013    | 56ème Tour de Corse              | Xavier Panseri | Peugeot 207 S2000 |
| 2017    | 26. Rajd Rzeszówski              | Gilbert Dini   | Ford Fiesta R5    |
| 2017    | 5º Rally di Roma Capitale        | Xavier Panseri | Ford Fiesta R5    |

#### Intercontinental Rally Challenge
| Seizoen | Rally                                  | Navigator      | Auto              |
| ------- | -------------------------------------- | -------------- | ----------------- |
| 2011    | 79ème Automobile Rallye de Monte-Carlo | Xavier Panseri | Peugeot 207 S2000 |